# Conservapedia
Conservapedia este o enciclopedie wiki scrisă dintr-un punct de vedere conservator american și fundamentalist creștin.

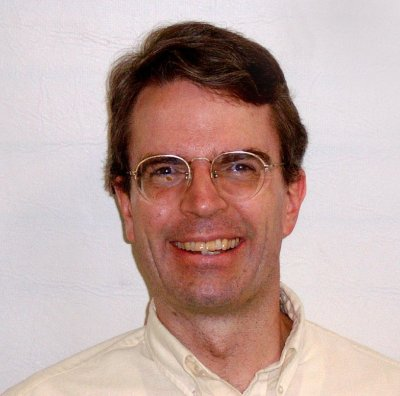
Andrew Schlafly

Enciclopedia a fost lansată în 2006 de către profesorul de școlarizare la domiciliu și avocatul Andrew Schlafly, fiul activistului conservator Phyllis Schlafly. Scopul enciclopediei este cunoscut ca fiind „să prezinte anumite întâmplări din punct de vedere conservator; Wikipedia fiind inacceptabil de liberală și plină de înșelăciuni”.
Conservatopedia critică avortul, pe Barack Obama, agenda gay, etc.

## Legături externe
- Site web oficial